# Phyllanthus galeottianus
Phyllanthus galeottianus är en emblikaväxtart som beskrevs av Henri Ernest Baillon. Phyllanthus galeottianus ingår i släktet Phyllanthus och familjen emblikaväxter. Inga underarter finns listade i Catalogue of Life.